# Loraine (Illinois)
Loraine – wieś w USA, w stanie Illinois, w hrabstwie Adams. Według spisu z 2000 roku, wioskę zamieszkują 363 osoby.

## Geografia
Wioska zajmuje powierzchnię 2,2 km², całość stanowi ląd.

## Demografia
Według spisu z 2000 roku wioskę zamieszkuje 138 osób skupionych w 104 gospodarstwach domowych, tworzących 314 rodzin. Gęstość zaludnienia wynosi 164,9 osoby/km². W wiosce znajdują się 145 budynki mieszkalne, a ich gęstość występowania wynosi 65,9 mieszkania/km². Wioskę zamieszkuje 99,45% ludności białej, 0,55% ludności wywodzącej się z dwóch lub więcej ras. 
W wiosce są 138 gospodarstwa domowe, w których 39,9% stanowią dzieci poniżej 18 roku życia żyjących z rodzicami, 63,8% stanowią małżeństwa, 7,2% stanowią kobiety nie posiadające męża oraz 24,6% stanowią osoby samotne. 21,7% wszystkich gospodarstw domowych składa się z jednej osoby oraz 9,4% żyjących samotnie ma powyżej 65 roku życia. Średnia wielkość gospodarstwa domowego wynosi 2,63 osoby, natomiast rodziny 3,12 osoby. 
Przedział wiekowy kształtuje się następująco: 30,3% stanowią osoby poniżej 18 roku życia, 6,1% stanowią osoby pomiędzy 18 a 24 rokiem życia, 30,9% stanowią osoby pomiędzy 25 a 44 rokiem życia, 21,8% stanowią osoby pomiędzy 45 a 64 rokiem życia oraz 11% stanowią osoby powyżej 65 roku życia.   Średni wiek wynosi 33 lat. Na każde 100 kobiet przypada 93,1 mężczyzn. Na każde 100 kobiet powyżej 18 roku życia przypada 91,7 mężczyzn.
Średni dochód dla gospodarstwa domowego wynosi 41 875 dolarów, a dla rodziny wynosi 43 542 dolarów. Dochody mężczyzn wynoszą średnio 28 750 dolarów, a kobiet 20 781 dolarów. Średni dochód na osobę w mieście wynosi 17 333 dolarów. Około 9,3% rodzin i 11,7% populacji miasta żyje poniżej minimum socjalnego, z czego 15% jest poniżej 18 roku życia i 10,8% powyżej 65 roku życia.